# Ladina Buss
Ladina Buss (* 12. Juni 1988) ist eine ehemalige Schweizer Triathletin und Multisportlerin. Sie ist Schweizermeisterin Cross-Triathlon (2017).

## Werdegang
Ladina Buss war als Strassentriathletin aktiv, bis sie im Juni 2013 erstmals beim Xterra Switzerland an den Start ging. 2013 wurde Ladina Buss vier Mal Schweizermeisterin in ihrer Alterskategorie (Duathlon, Sprint-Triathlon, Triathlon olympische Distanz und Triathlon Studenten).
2014 wurde sie auf Sardinien Europameisterin Cross-Triathlon in der Altersklasse 25–29. Im Mai 2015 wurde sie Dritte bei der Schweizermeisterschaft Duathlon.

### Schweizermeisterin Cross-Triathlon 2017
Im Juni 2017 wurde sie Schweizermeisterin Cross-Triathlon und im August bei der Weltmeisterschaft Cross-Triathlon wurde die 29-Jährige in Kanada Dritte. Seit 2017 war sie Mitglied des Schweizer Nationalkaders im Offroadtriathlon.
Seit 2019 tritt Ladina Buss nicht mehr international in Erscheinung.
Ladina Buss lebt in Willisau.

## Sportliche Erfolge
| Datum/Jahr    | Rang | Wettbewerb                         | Austragungsort | Zeit     | Bemerkung                                     |
| ------------- | ---- | ---------------------------------- | -------------- | -------- | --------------------------------------------- |
| 17. Mai 2015  | 3    | Schweizer Meisterschaften Duathlon | Zofingen       | 01:45:24 |                                               |
| 29. Apr. 2012 | 3    | Rheintal Duathlon                  | Marbach        |          | Dritte hinter der Siegerin Yvonne van Vlerken |

| Datum/Jahr    | Rang | Wettbewerb                                 | Austragungsort | Zeit     | Bemerkung                                                                                        |
| ------------- | ---- | ------------------------------------------ | -------------- | -------- | ------------------------------------------------------------------------------------------------ |
| 30. Apr. 2019 | 9    | ITU Cross Triathlon World Championships    | Pontevedra     | 02:14:49 | hinter der Italienerin Eleonora Peroncini                                                        |
| 10. Juli 2018 | 10   | ITU Cross Triathlon World Championships    | Fyn            | 02:39:45 | ITU-Weltmeisterschaft Cross-Triathlon                                                            |
| 23. Aug. 2017 | 3    | ITU Cross Triathlon World Championships    | Penticton      | 02:39:08 | Weltmeisterschaft Cross-Triathlon                                                                |
| 25. Juni 2017 | 1    | Schweizer Meisterschaften Cross-Triathlon  | Luzern         |          | Schweizermeisterin bei der Xterra Switzerland                                                    |
| 25. Juni 2016 | 5    | ETU Cross Triathlon European Championships | Vallée de Joux | 03:22:21 | zweitbeste Schweizerin bei der Europameisterschaft Cross-Triathlon hinter Renata Bucher (Rang 4) |

(DNF – Did Not Finish)